# Stary Fordon

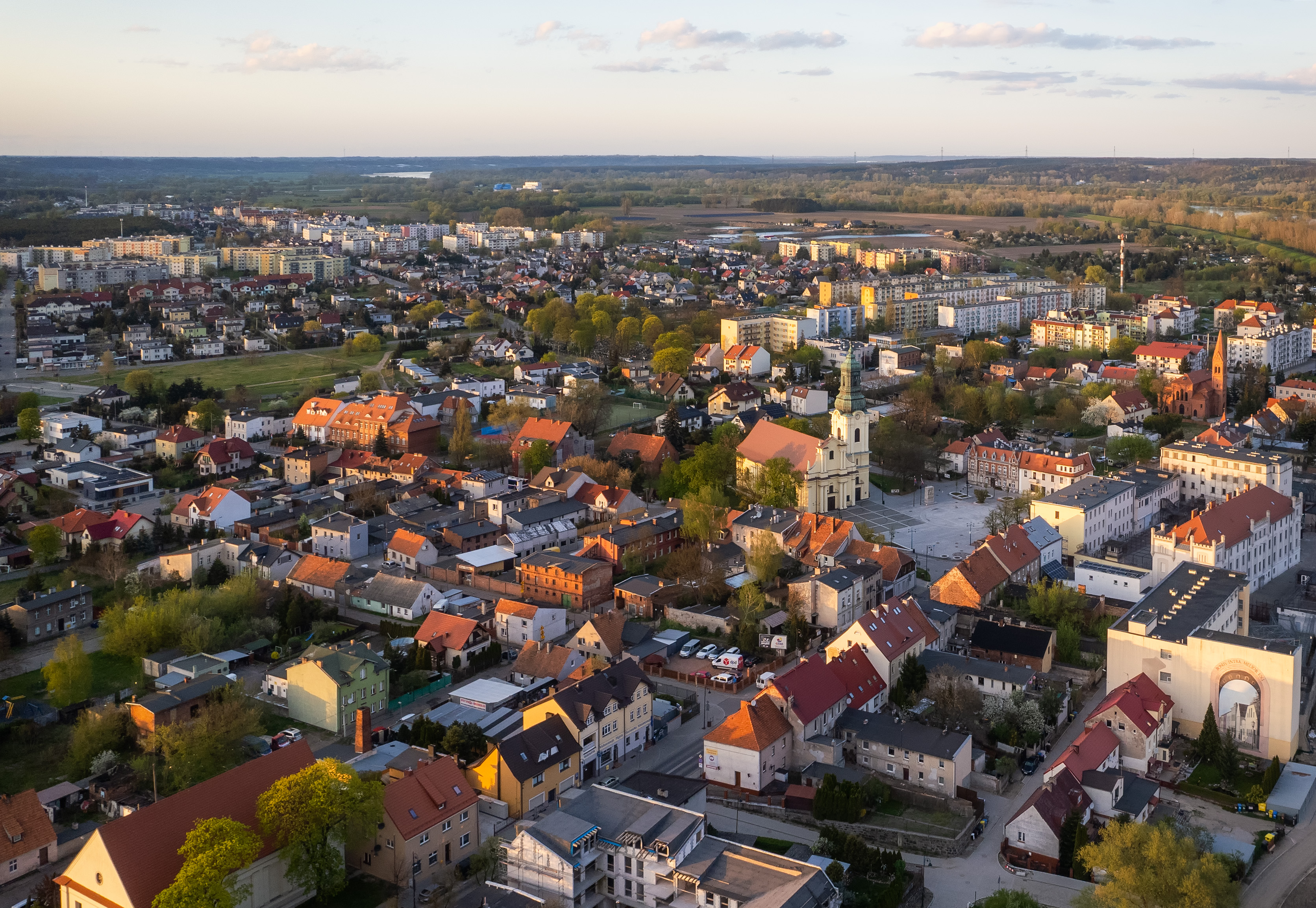
Panorama Starego Fordonu od strony Wisły

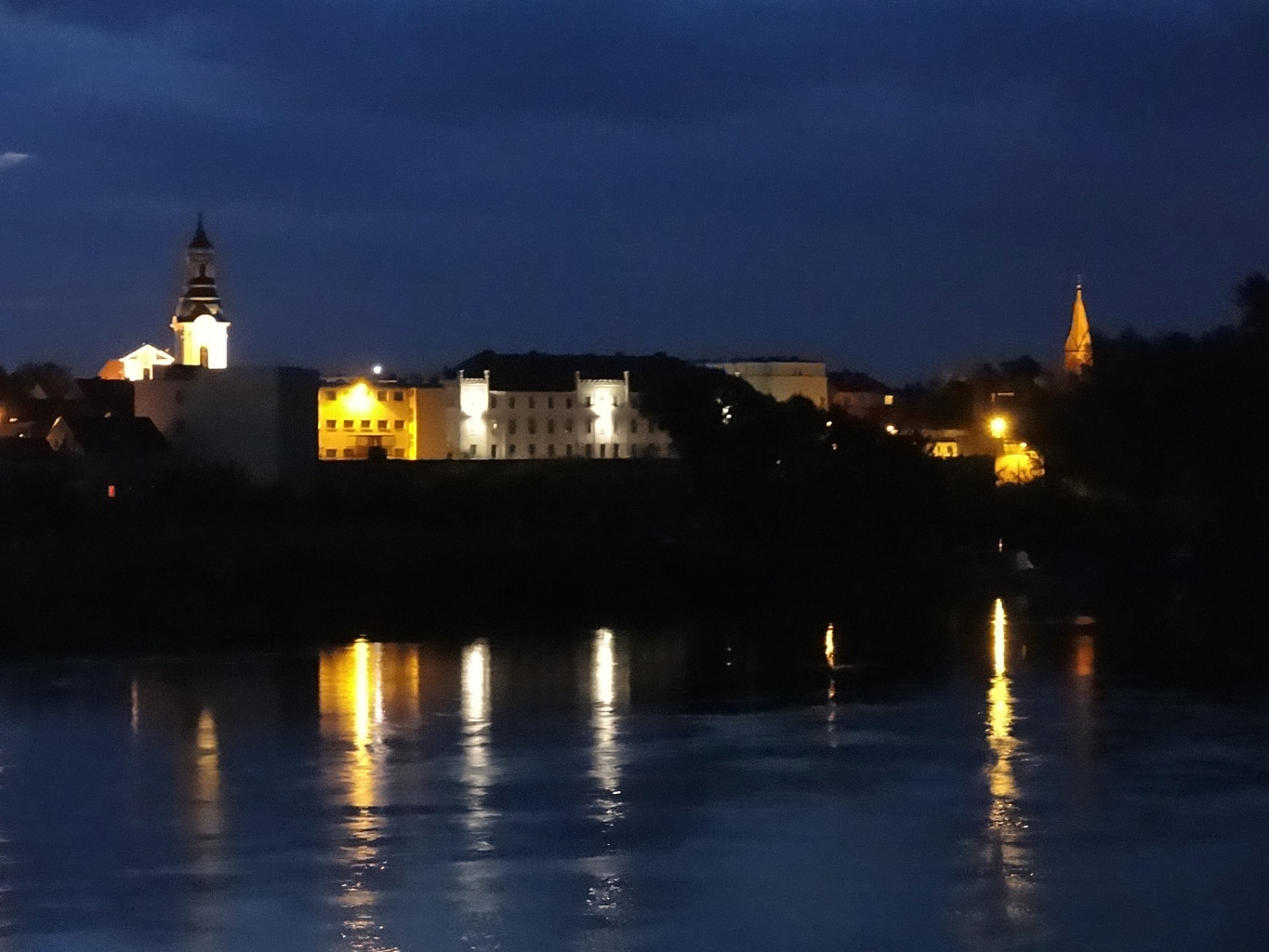
Panorama Starego Fordonu nocą

Stary Fordon – osiedle w Bydgoszczy, część dzielnicy Wschodniej – Fordon. Liczy około 9 tysięcy mieszkańców.
Miasteczko Fordon powstało w XIV wieku wskutek przesiedlenia się ludności ze zrujnowanego Wyszogrodu. Nazwą Fordon wzmiankowane po raz pierwszy w 1409 roku. Miasto wytyczone po lokacji rozciągało się między dzisiejszymi ulicami Wyzwolenia, Krygera, Góralską, Filomatów i Zakładową.
Do 1973 roku miasto satelickie Bydgoszczy, liczące około 8,5 tys. mieszkańców. Na terenie miasteczka znajdowały się: port rzeczny, synagoga (później kino), stacja kolejowa, zakład karny, cegielnia, XVIII-wieczny cmentarz.
Od września 2008 roku (po 8 latach przerwy) przez Stary Fordon znów kursują pociągi. Osiedle zyskało alternatywny środek komunikacji z centrum miasta.
W 2017 w ramach budżetu obywatelskiego mieszkańcy zadecydowali o utwardzeniu ul. Celnej (170 m długości) (koszt 565 tys. zł); prace rozpoczęto w lipcu 2018 i zakończyły w październiku tego roku. W l. 2018–2019 w dwóch etapach utwardzono ponadto ażurowymi płytami betonowymi ulicę Warneńczyka (I etap – cz. pd, II etap – cz. pn.), a w 2020 ul. Wandy Siemaszkowej. Remontowi poddane zostaną również ulice Rybaki, Frycza-Modrzewskiego, Promenada i Rakowa, a także, między jesienią 2018 a sierpniem 2019, zrealizowano ul. Bydgoską oraz ulice Mączna, Rakowa (pozostała część), Góralska, Przy Bóżnicy, Rynek i Piekary (koszt: 6,1 mln zł). W 2021 poddano konsultacjom społecznym projekt budowy ul. Bortnowskiego.
W 2018 na murach zakładu karnego powstał mural „Brama/Gate” Tomasza Pobiedzińskiego z napisem „Bonus intra, melior exi”, czyli „Dobrym wejdź, lepszym wyjdź”.
W 2020 miasto pozyskało środki unijne (2,9 mln zł) oraz rządowe (0,5 mln zł) na przeprowadzenie rewitalizacji siedmiu budynków komunalnych w Starym Fordonie: przy ul. Bydgoskiej 23, 26, 29, 42, Rynek 3, Kapeluszników 2 i gen. Sikorskiego 2 (podpiwniczony, 3-kondygnacyjny budynek z 1920, ze środkową częścią zaakcentowaną ryzalitem, w który wkomponowano skromne przedproże). Całkowity koszt inwestycji, rozpoczętej w końcu 2020, wyniesie niemal 7,4 mln zł. Przewidziany zakres prac obejmuje odnowienie elewacji, docieplenie ścian, remont dachów i klatek schodowych, wymianę instalacji sanitarnej i elektrycznej, pieców (na gazowe) oraz stolarki okiennej i drzwiowej, wykonanie izolacji przeciwwilgociowej, wzmocnienie konstrukcji budynków, estetyzację podwórek oraz przystosowanie 5 obiektów do potrzeb osób niepełnosprawnych. W wyniku realizacji projektu powstanie 37 mieszkań oraz 6 lokali użytkowych
.
3 czerwca 2022 roku oddano do użytku zrewitalizowany rynek w Starym Fordonie. Inwestycja pochłonęła ponad 7 mln złotych.

## Komunikacja
Przez osiedle kursują linie autobusowe:
- 65 Dworzec Leśne – Nad Wisłą (wybrane kursy Łoskoń) obsługiwana autobusami 12-metrowymi oraz 18-metrowymi
- 81 Tatrzańskie – IKEA (wybrane kursy do pętli Tor Regatowy, Przemysłowa lub Centrum Onkologii) obsługiwana autobusami 12-metrowymi
- 82 Tatrzańskie –  Zamczysko (w wakacyjne weekendy do Lasu Gdańskiego P+R) obsługiwana autobusami 12-metrowymi oraz 8,5-metrowymi
- 40 Niepodległości – Ostromecko  obsługiwana autobusami 12-metrowymi

oraz linia autobusowa nocna:
- 33N Piaski – Tatrzańskie – (wybrane kursy do Łoskoń/Zajezdnia) obsługiwana autobusami 12-metrowymi oraz 18-metrowymi

Krzyżują się tu drogi: krajowa 80 i wojewódzka 256.
Stacja kolejowa Bydgoszcz Fordon: pociągi w kierunku Bydgoszczy Głównej, Chełmży i Torunia.

## Galeria

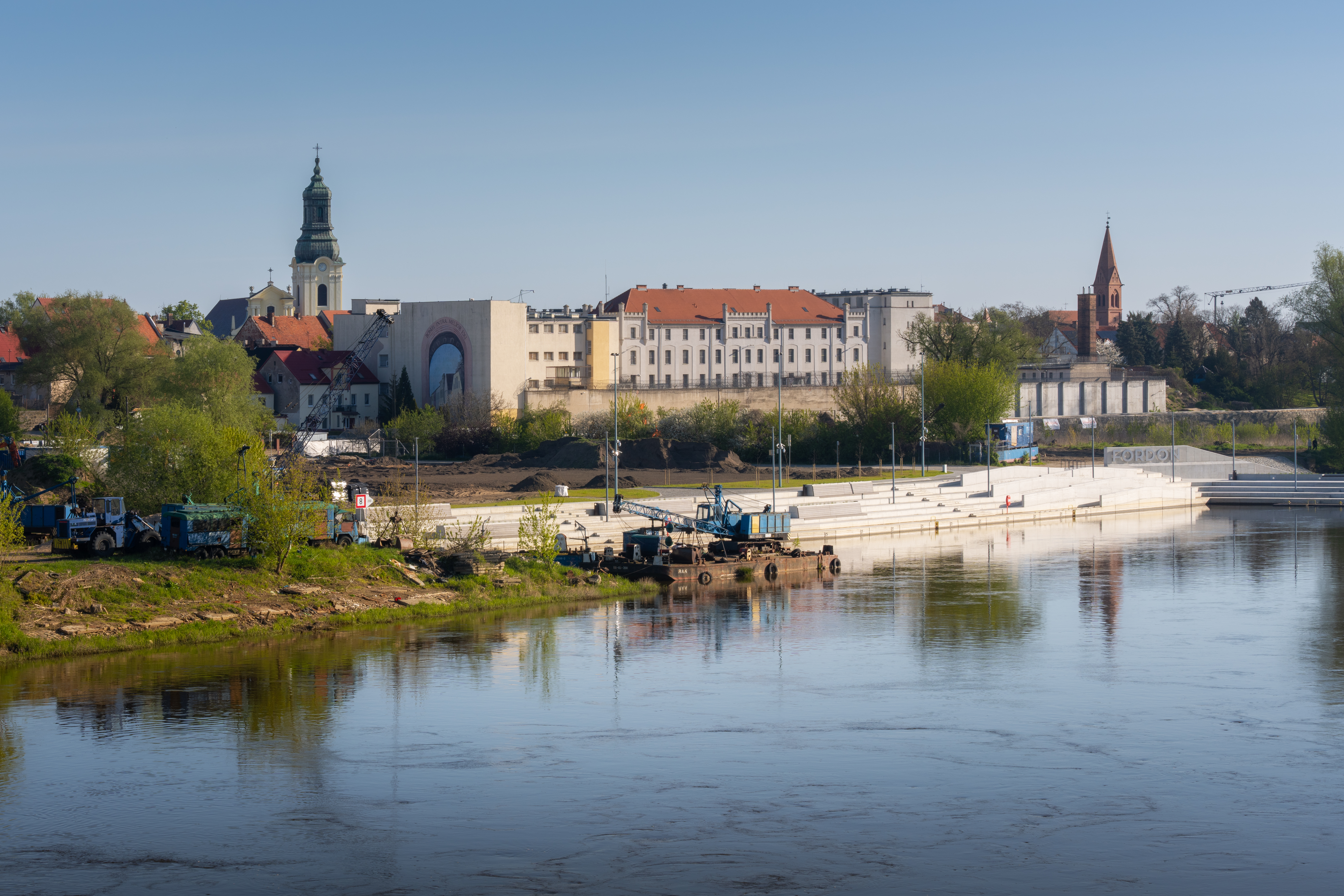
Stary Fordon z mostu na Wiśle
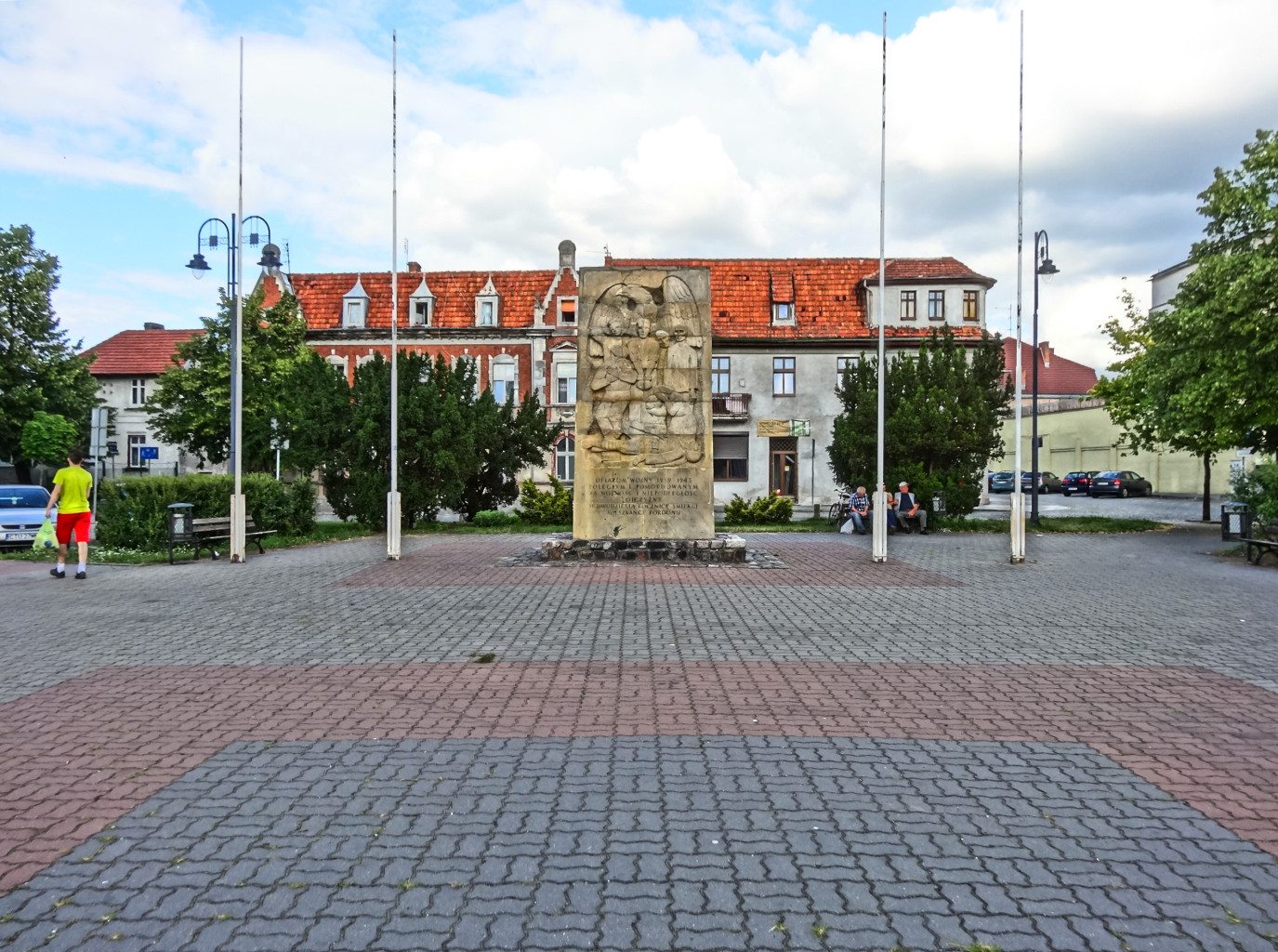
Rynek z pomnikiem poległych
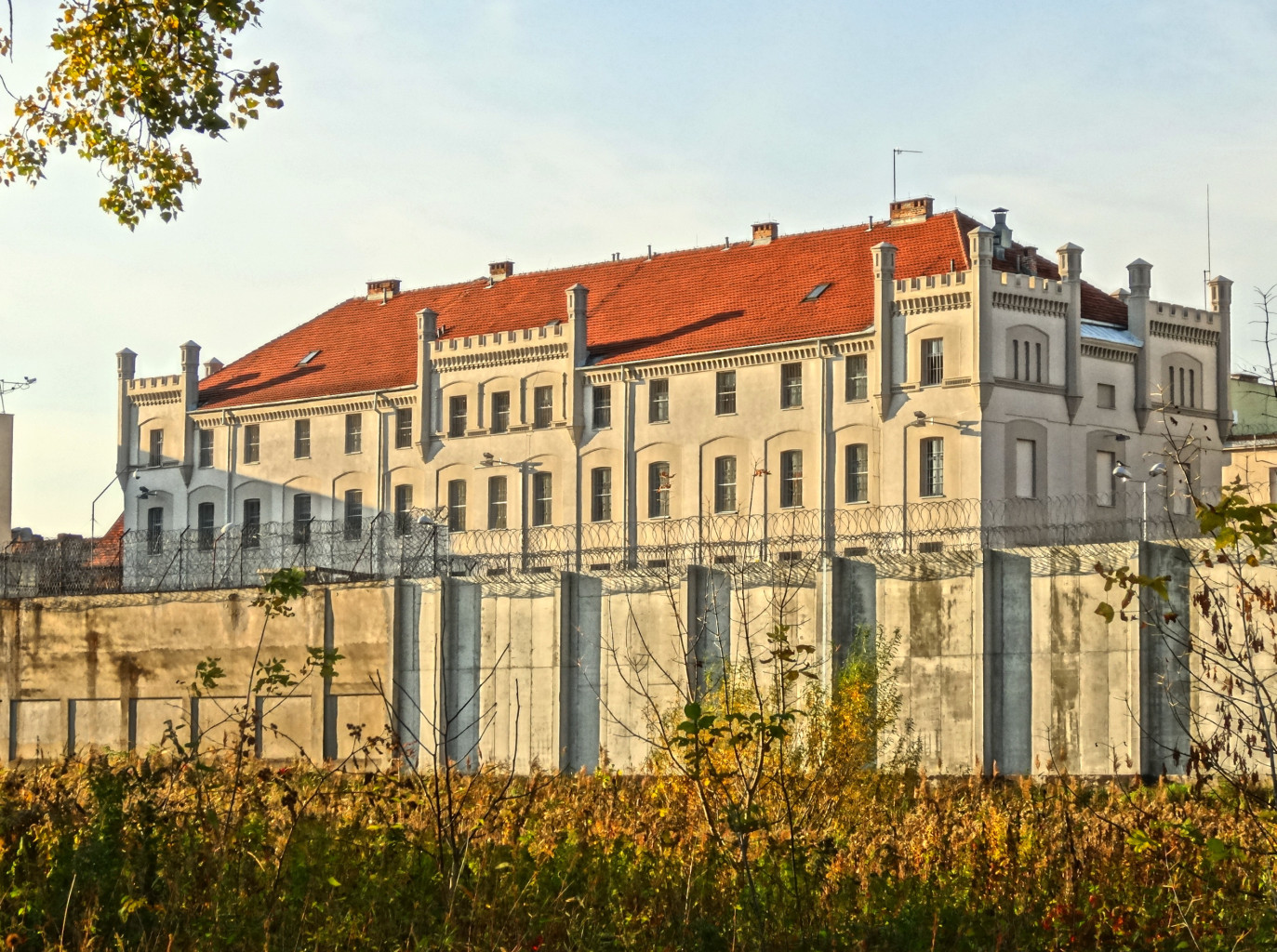
Więzienie, dawna komora celna
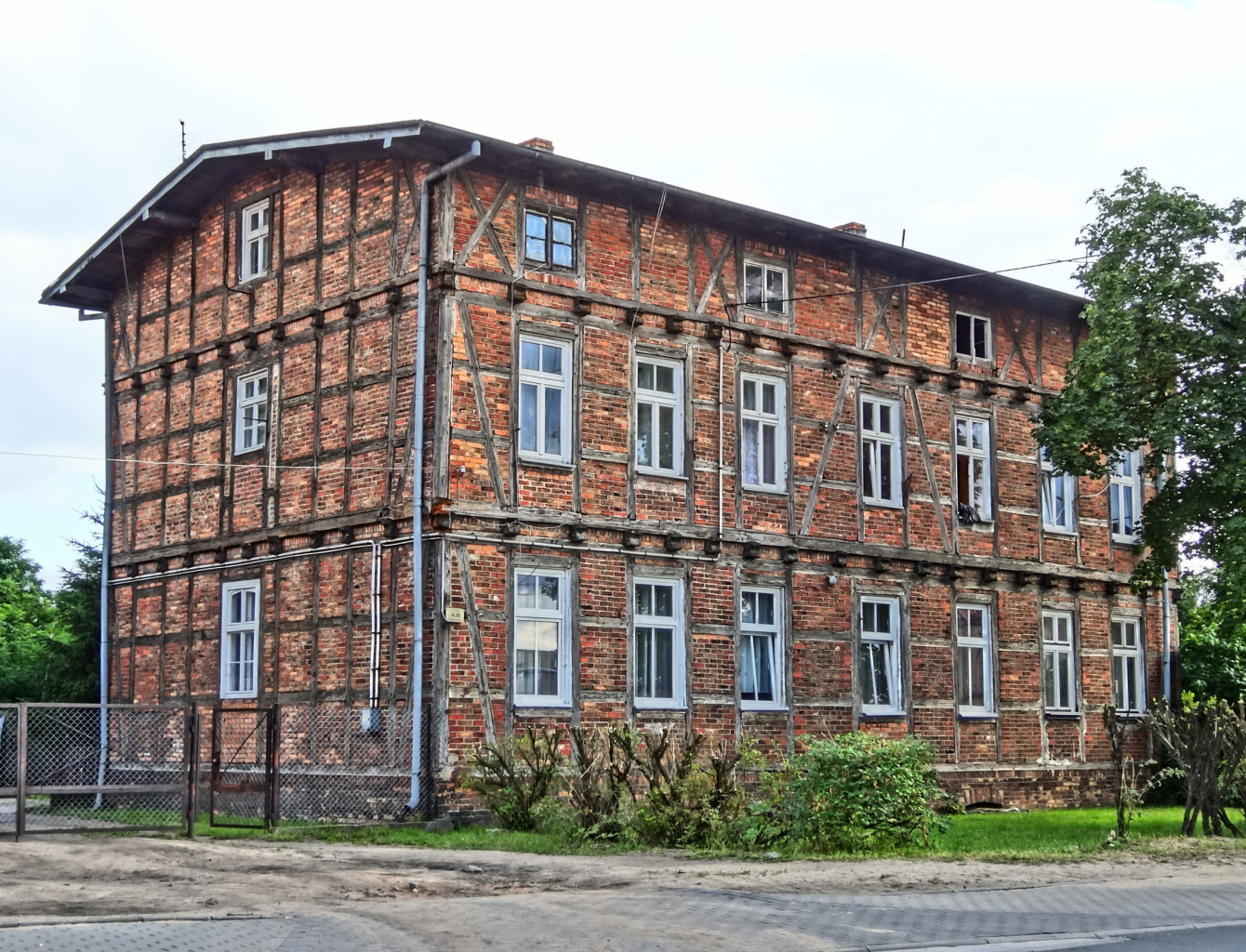
Budynek szachulcowy
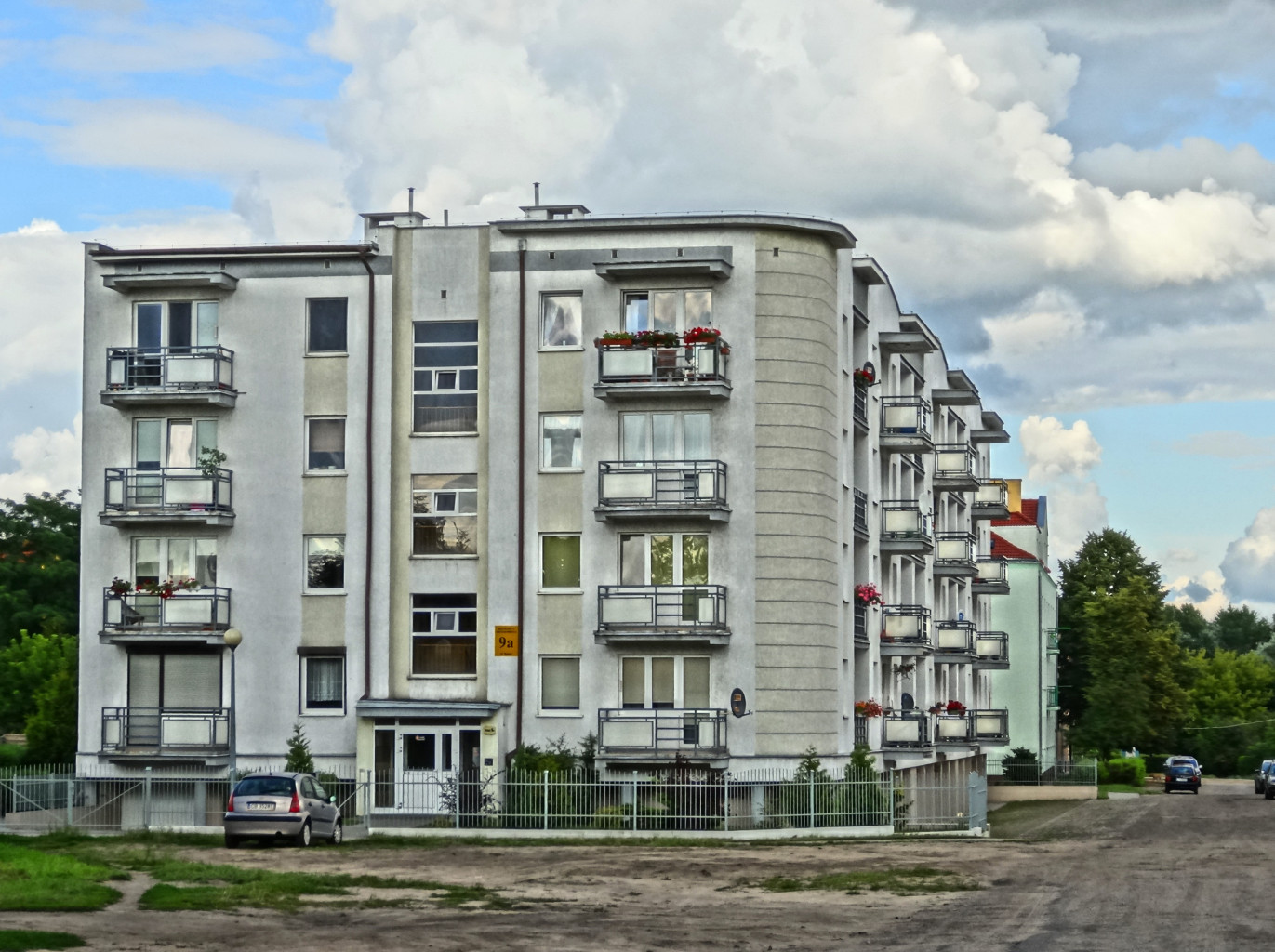
Nowa zabudowa
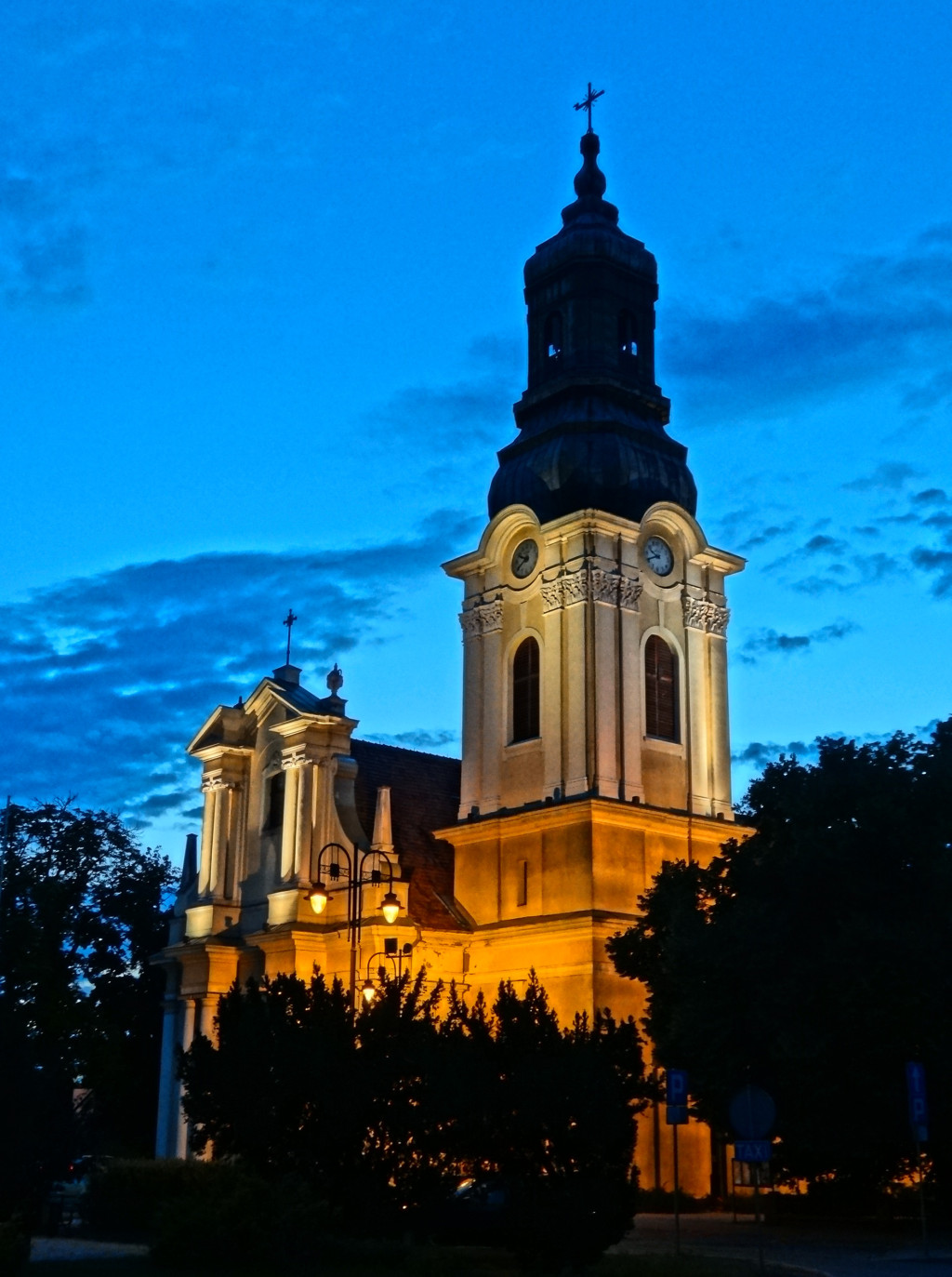
Kościół św. Mikołaja
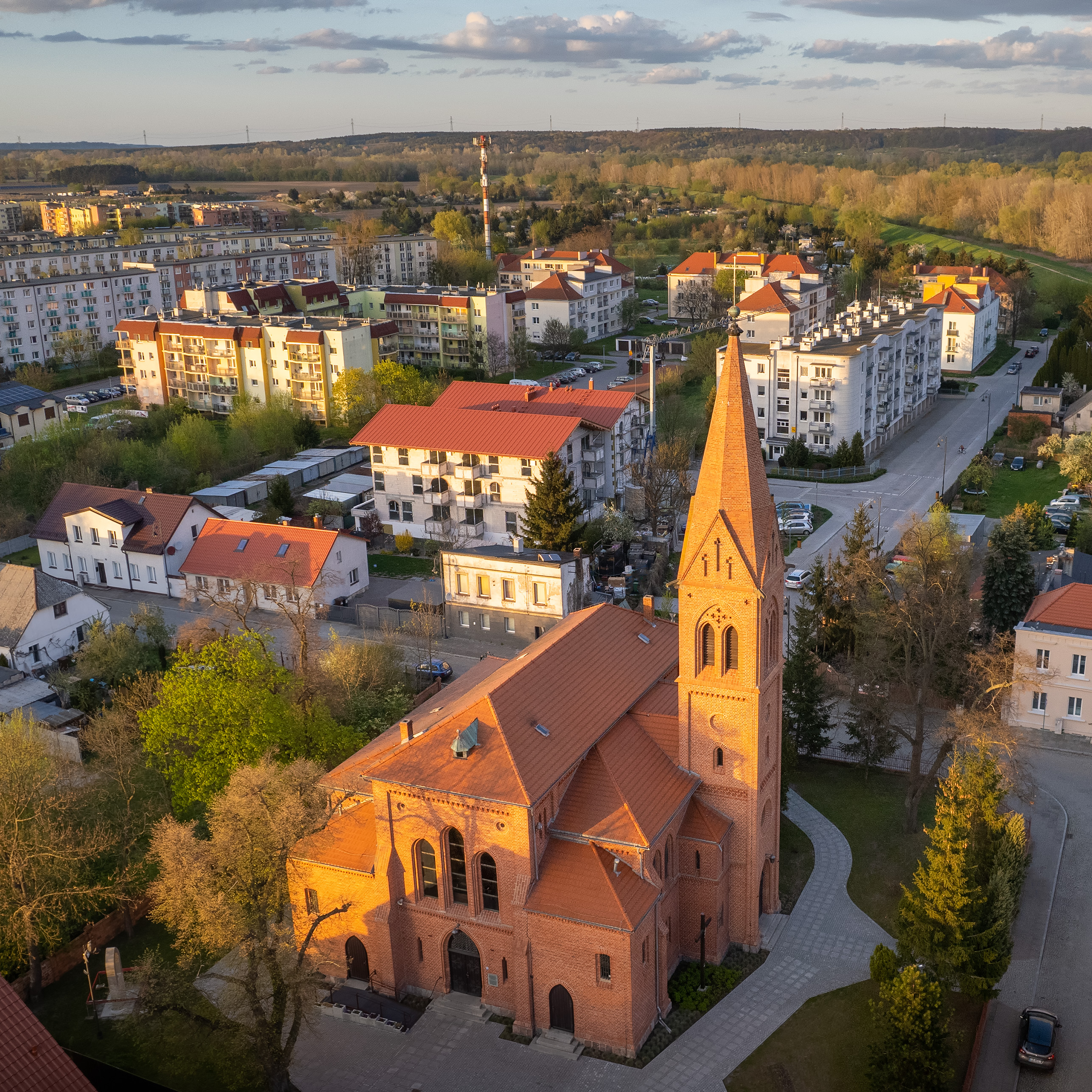
Kościół św. Jana, dawniej ewangelicki
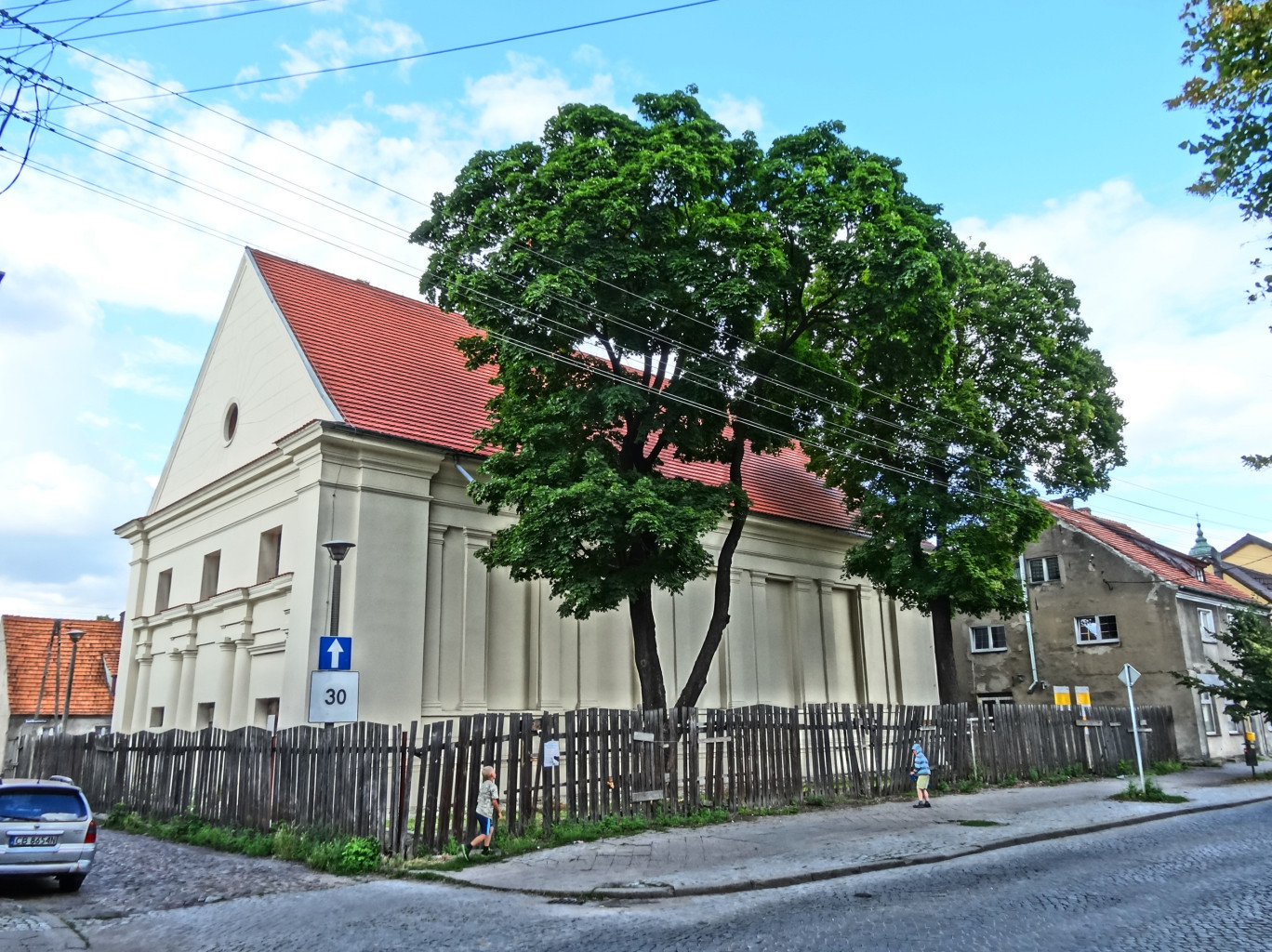
Synagoga
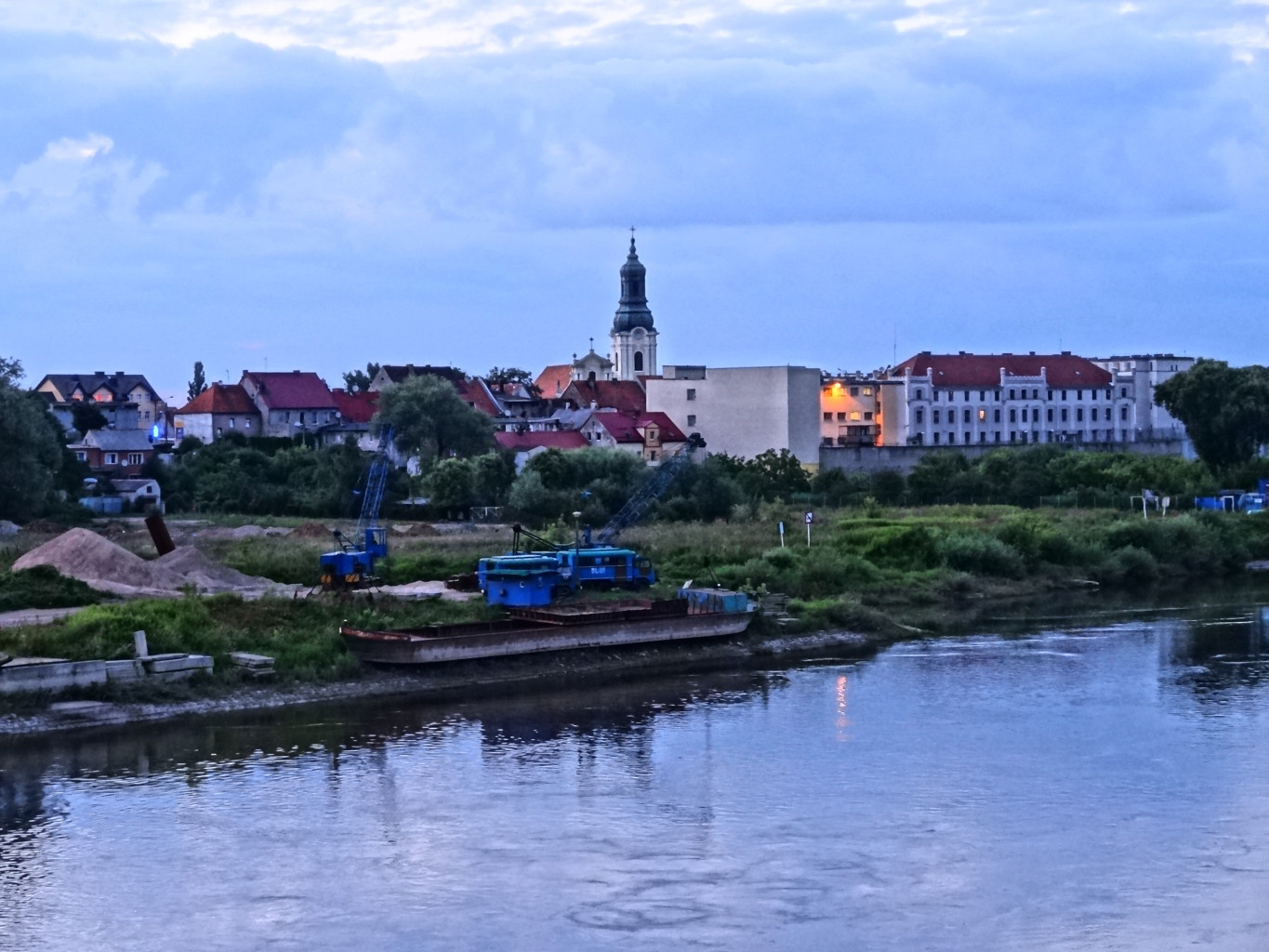
Wieczorem
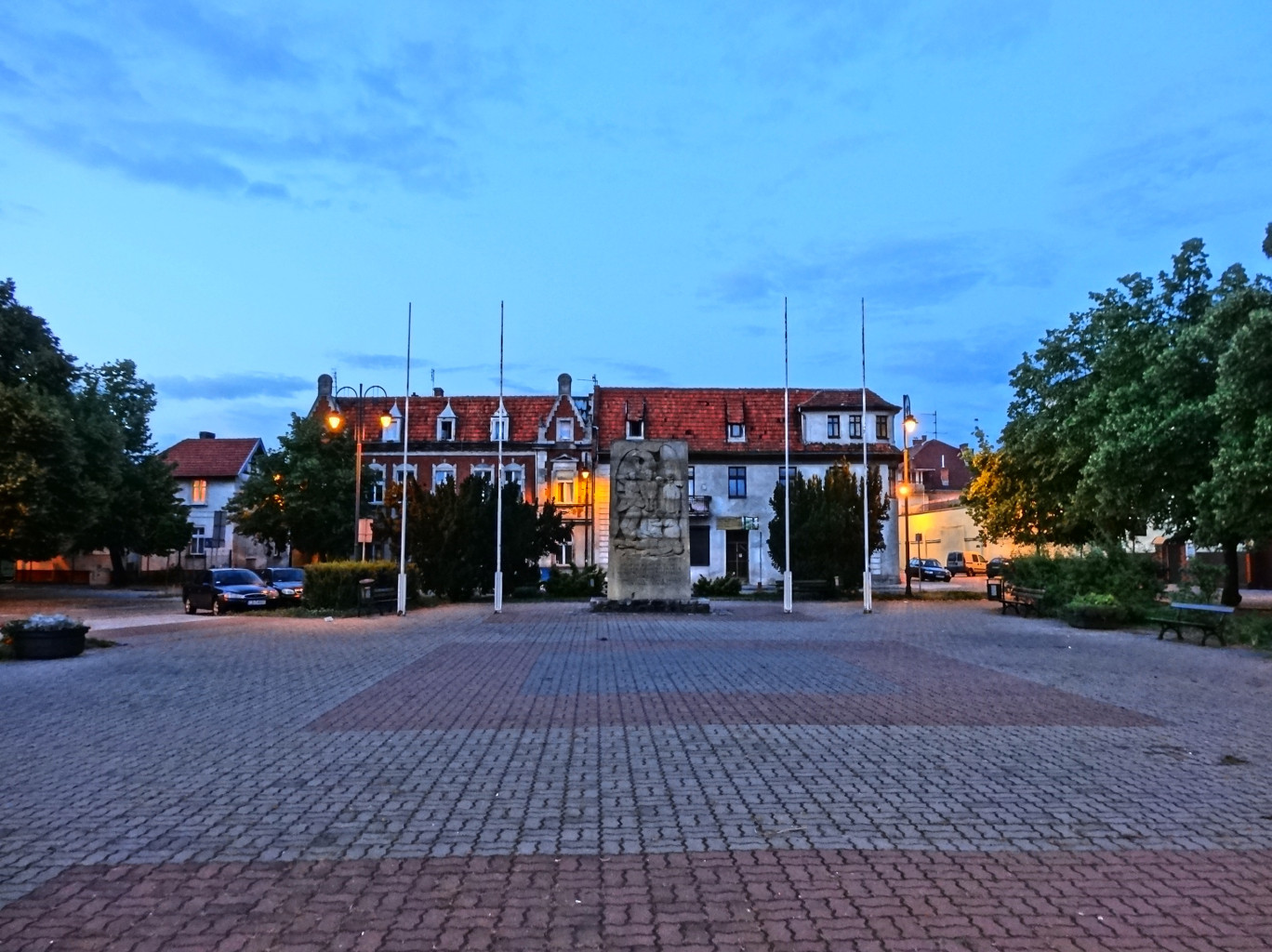
Rynek nocą
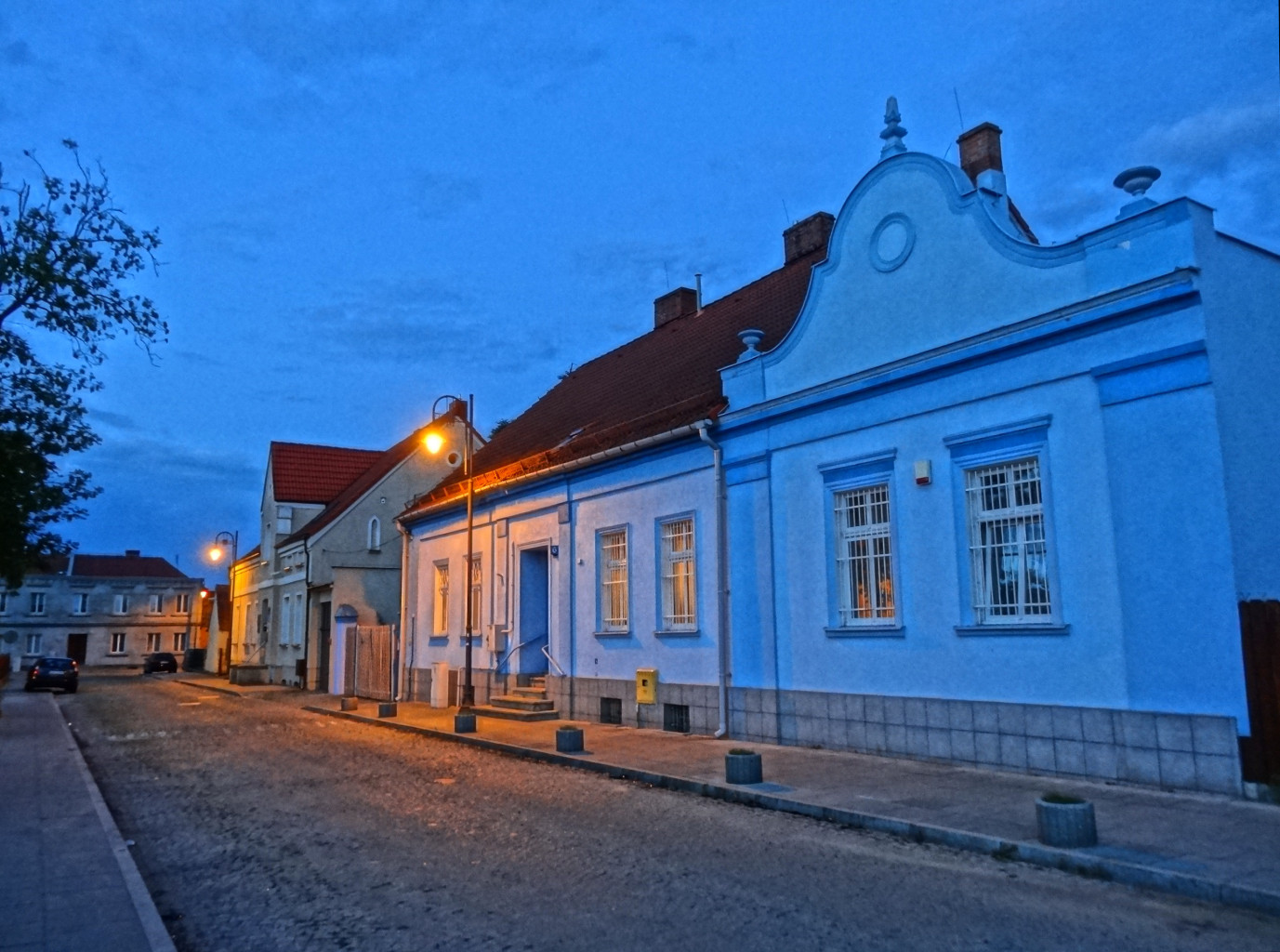
Ulica Sikorskiego
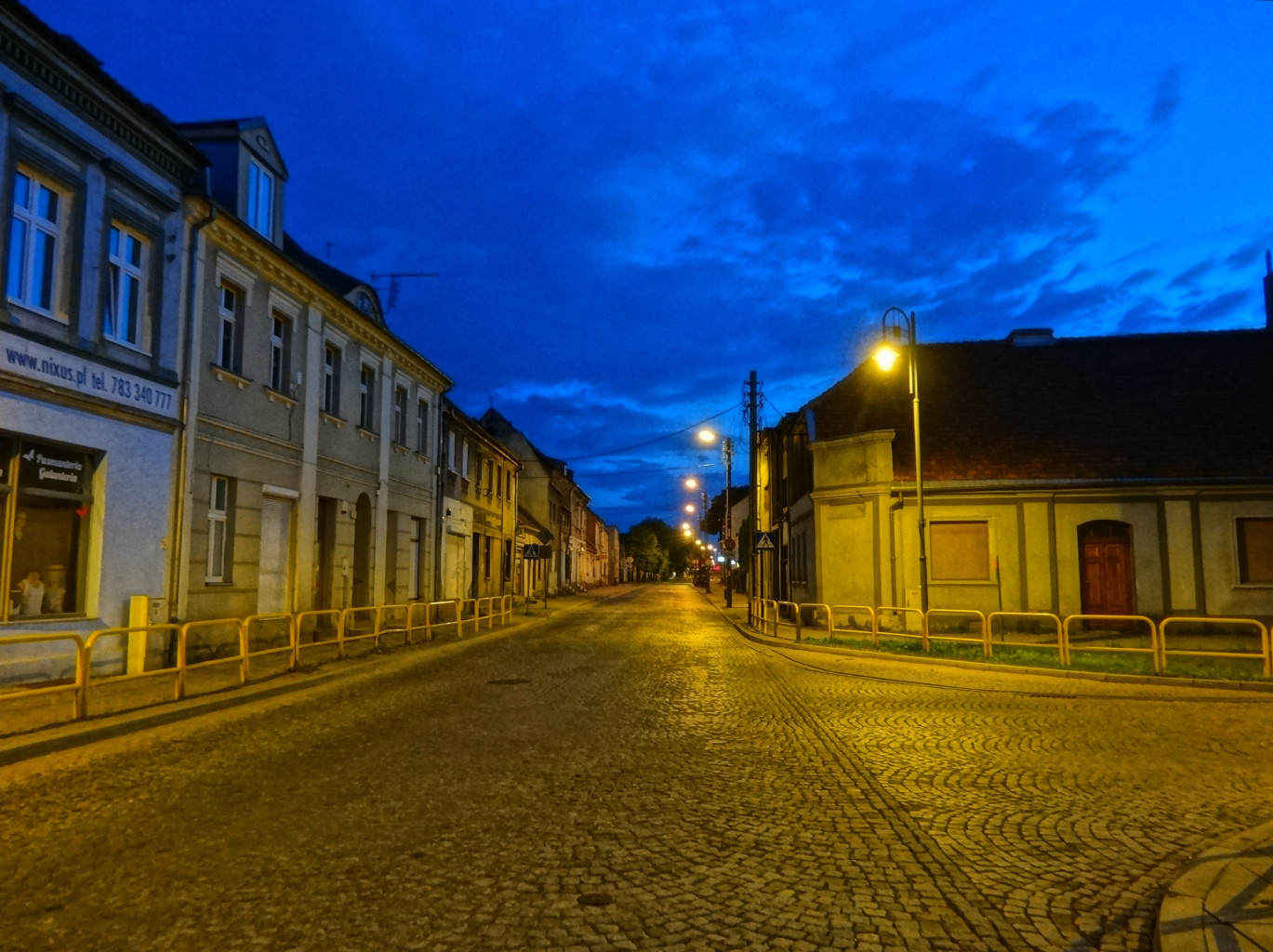
Ulica Bydgoska